# Encinasola
Encinasola er en by og kommune i det sydvestlige Spanien i provinsen Huelva. Den har et indbyggertal på 1.260 (2024) indbyggere.
Kommunen ligger på grænsen til Portugal.